# Campeonato Acreano Segunda Divisão 2016
In 2016 werd het negende Campeonato Acreano Segunda Divisão gespeeld voor clubs uit de Braziliaanse staat Acre. De competitie werd georganiseerd door de FFA en werd gespeeld van 4 augustus tot 21 september. Humaitá werd kampioen.

## Eindstand
| Plaats | Club    | Wed. | W | G | V | Saldo | Ptn. |
| ------ | ------- | ---- | - | - | - | ----- | ---- |
| 1.     | Humaitá | 4    | 4 | 0 | 0 | 12:3  | 12   |
| 2.     | ADESG   | 4    | 2 | 0 | 2 | 6:7   | 6    |
| 3.     | Náuas   | 4    | 0 | 0 | 4 | 3:11  | 0    |

|  | Kampioen |

### Kampioen
| Campeonato Acreano de 2016 - Segunda Divisão |
| Acre                                         |
| -------------------------------------------- |
| HUMAITÁ Kampioen (1° titel)                  |